# Ludwig Traube (Mediziner)

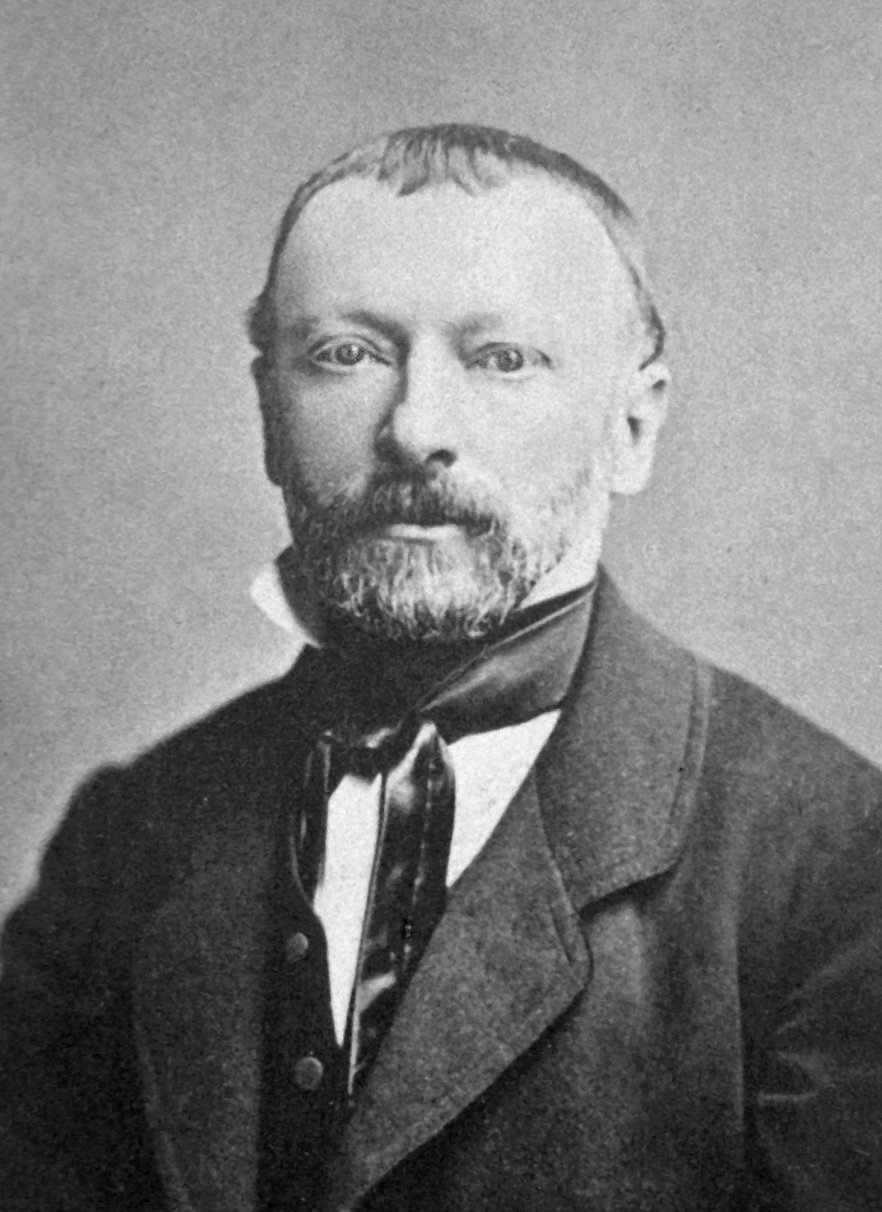
Ludwig Traube

Ludwig Traube (* 12. Januar 1818 in Ratibor, Oberschlesien; † 11. April 1876 in Berlin) war ein deutscher Arzt und gilt als Mitbegründer der experimentellen Pathologie in Deutschland. Unter anderem zeigte er Zusammenhänge zwischen Nierenleiden und Bluthochdruck.

## Leben
Ludwig Traube war der älteste Sohn eines jüdischen Weinkaufmanns. Als einer der jüngsten Absolventen erwarb er mit 17 Jahren 1835 das Reifezeugnis am Gymnasium in Ratibor. Er studierte Medizin in Breslau und ab 1837 in Berlin und Wien – u. a. bei Jan Evangelista Purkinje (1787–1869) und Johannes Peter Müller (1801–1858). Daneben betrieb er philosophische Studien mit besonderem Interesse für die Philosophie Spinozas. Im Jahr 1840 promovierte er u. a. über das Lungenemphysem („Specimina nonnulla physiologica et pathologica“), erweiterte sein Wissen bei Karl Freiherr von Rokitansky (1804–1878) und Josef von Škoda (1805–1881) in Wien. Ab 1841 war er Assistent des Armenarztes Philipp Jacob Johann Leo Klein in Berlin. Im Jahr 1848 habilitierte er sich als Privatdozent und wurde 1849 erster Zivilassistent von Johann Lukas Schönlein (1793–1865) an der Charité. Ludwig Traube war zumindest als Arzt in die revolutionären Ereignisse des Jahres 1848 involviert. Der später bedeutende Botaniker Nathanael Pringsheim (1823–1894), der zum Freundeskreis Traubes gehörte, geriet in die bewaffneten Auseinandersetzungen in Berlin und wurde verhaftet. Ein lebensgefährlich verletzter Freund Pringsheims, der Studentenführer Saul Löwenberg, konnte dank der Hilfe Ludwig Traubes gerettet werden. Im Jahr 1853 wurde Traube dirigierender Arzt der Abteilung für Lungenkranke der Charité und später Leiter der propädeutischen Klinik. Außerdem erstreckte sich seine Tätigkeit auf die Lehre an den militärärztlichen Bildungsanstalten. In der Inneren Abteilung des Krankenhauses der jüdischen Gemeinde in Berlin war er Chefarzt. Seine jüdische Abstammung war ein erhebliches Hindernis für die akademische Karriere, trotzdem wurde Traube 1857 außerordentlicher und 1862 ordentlicher Professor am Friedrich-Wilhelms-Institut in Berlin. 1858 trat er der Gesellschaft der Freunde bei. Im Jahr 1866 wurde er Geheimer Medizinalrat und 1872 ordentlicher Professor an der Berliner Universität. Ludwig Traube litt an einer ischämischen Herzkrankheit, an der er vermutlich gestorben ist. Seine Grabstätte befindet sich auf dem jüdischen Friedhof Berlin Schönhauser Allee und ist erhalten.
Ludwig Traube stand in engem Kontakt zu seinem Bruder Moritz Traube, der als außergewöhnlicher Privatgelehrter wegbereitend für die physiologische Chemie war. Der bekannte Berliner Arzt Moritz Litten (1845–1907) war sein Schwiegersohn. Verheiratet war Ludwig Traube mit Cora Marckwald; aus der Ehe gingen drei Töchter und zwei Söhne hervor. Lange vor der Ära der Serum- und Antibiotikatherapie konnte er seinen ältesten, mit 5 Jahren an Diphtherie erkrankten Sohn nicht vor dem Tod retten, was ein nachhaltig traumatisches Ereignis für Traube war. Der zweite Sohn, Ludwig Traube (1861–1907), war ein bekannter Philologe und Paläograph; die Tochter Margarete Traube (1856–1912) heiratete den Arzt und Professor der Physiologie in Rom Franz Boll (1849–1879). Seine Neffen Wilhelm Traube (Chemiker, 1866–1942) sowie Albert Fraenkel (Internist, 1848–1916) gehören ebenfalls zur Gelehrtenfamilie Traube-Litten-Fraenkel, die in den Nachfolgegenerationen noch weitere hervorragende Vertreter der Natur- und Geisteswissenschaften hervorgebracht hat. Traubes Enkelin, Anna Celli-Fraentzel (1878–1958), erlernte im Krankenhaus Hamburg-Eppendorf den Beruf der Krankenschwester und arbeitete anschließend 15 Jahre lang in der malariaverseuchten Campagna in Italien. Sie baute Krankenpflegestationen speziell für Malariakranke auf.

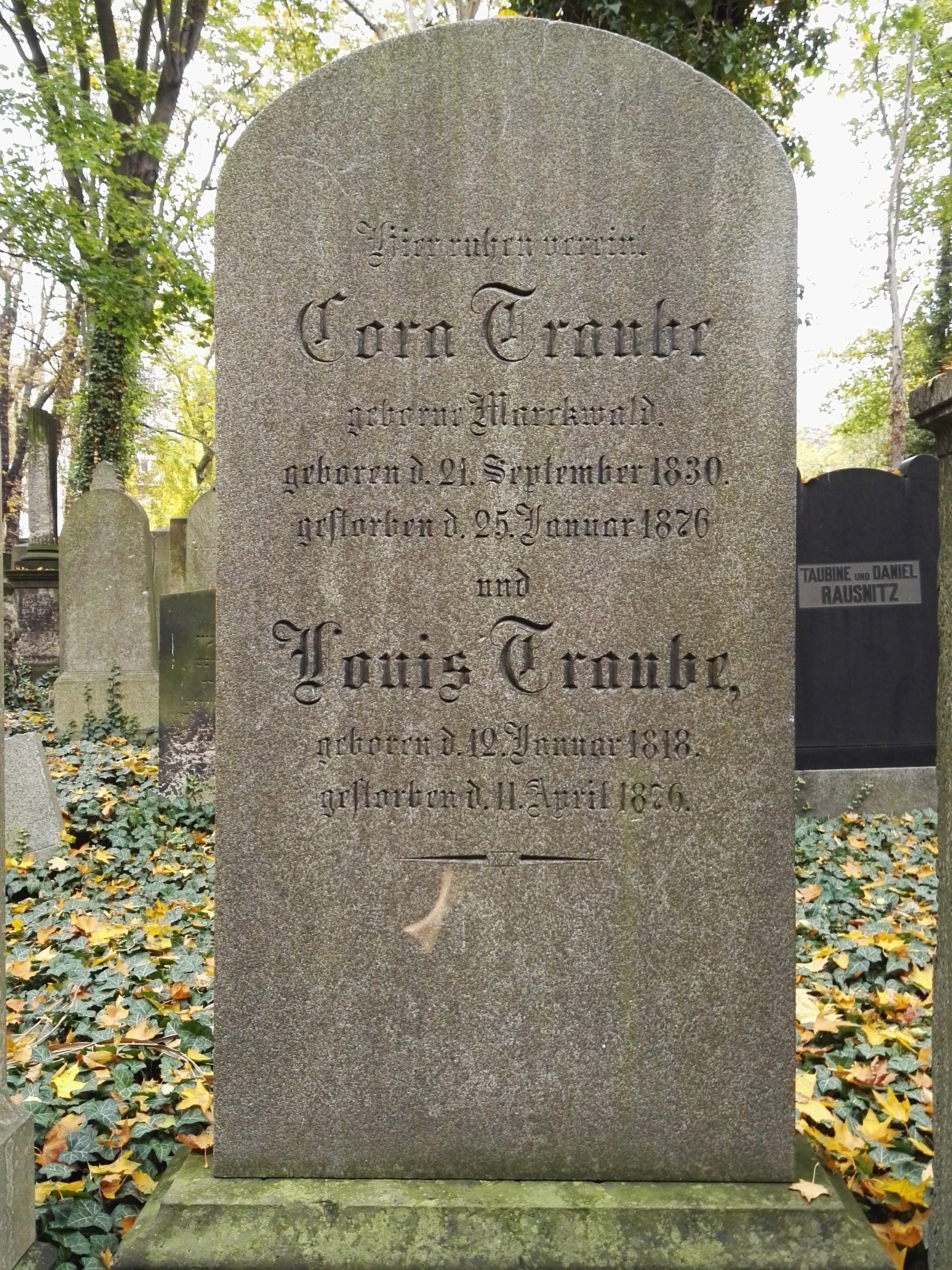
Grabstätte mit Louis als Vornamen

Ludwig Traube starb im Alter von 58 Jahren. Er wurde auf dem Jüdischen Friedhof Schönhauser Allee in Berlin-Prenzlauer Berg begraben.

## Würdigung
Besondere Verdienste erwarb sich Ludwig Traube bei der Etablierung der experimentellen pathophysiologischen Forschung in Deutschland (er führte u. a. in den 40er Jahren des 19. Jh. Tierexperimente in seiner Berliner Wohnung in der Oranienburger Str. durch), bei der Weiterentwicklung und Verbreitung physikalischer Untersuchungsmethoden (Auskultation und Perkussion) und als Systematiker der medizinischen Dokumentation (Einführung der Fieber-Puls-Atemfrequenz-Kurve in die klinische Praxis). Er erforschte die Pathophysiologie der Atmung und die Temperaturregulation und stellte 1851 die Digitalistherapie des Herzens auf eine wissenschaftliche, tierexperimentell geschaffene Grundlage. Um 1850 wurde von Traube die moderne Thermometrie am Krankenbett begründet. Die engen Zusammenhänge von Herz- und Nierenkrankheiten wurden von ihm aufgezeigt. Traube unterschied die Stauungsniere von den anderen Formen des Morbus Brightii und zeigte, dass es bei einer kardialen Dekompensation über eine Verminderung des arteriellen und Erhöhung des venösen Blutdruckes zu einer Proteinurie kommt, die sich von derjenigen beim Morbus Brightii unterscheidet. Zudem erkannte er die Speckniere (die amyloide Entartung der Niere) als Krankheitsbild im Morbus-Brightii-Komplex. Sein persönlicher Gegner war der ebenfalls auf dem Gebiet der Nierenphysiologie arbeitende Friedrich Theodor Frerichs. Im wissenschaftlichen und persönlichen Austausch stand Traube u. a. mit Rudolf Virchow (1821–1902), mit dem er z. B. die Beiträge zur experimentellen Pathologie begründete.

## Ehrungen
Die Universität Leiden verlieh Ludwig Traube 1875 die Ehrendoktorwürde.
Auf dem Charité-Gelände wurde 1878 ein Gedenkmonument errichtet.
Eine Straße in Ratibor erhielt 1927 zu seinen Ehren und zu Ehren seines Bruders Moritz den Namen „Dr. Traubestraße“.
Auf Ludwig Traube zurückzuführen sind die Eponyme:
- „Traubescher Doppelton“ (Auskultationsgeräusch über peripheren Arterien z. B. bei Aorteninsuffizienz)
- „Traubesches Geräusch“ (Galopprhythmus bei Herzinsuffizienz)
- „Traubescher Raum“ (halbmondförmiger Thoraxbereich zwischen Leber und Milz mit tympanitischem Klopfschall, Dämpfung bei linksseitigem Pleuraerguss)
- „Traubesche Dyspnoe“ (Form der inspiratorischen Atemnot)
- „Traubesche Pfropfen“ (käsiger Auswurf bei Bronchiektasen)
- „Traube-Hering-Mayersche Wellen“ (rhythmische Blutdruckschwankungen)
- „Traubesche Korpuskeln“ (dysmorphe, hypochrome Erythrozyten)

## Schriften
- Die Ursachen und die Beschaffenheit derjenigen Veränderungen, welche das Lungenparenchym nach Durchschneidung der Nn. vagi erleidet. In: Beiträge zur experimentellen Pathologie und Physiologie. Band 1, (Berlin) 1846, S. 65–200.
- Beitrag zur Lehre von den Erstickungserscheinungen am Respirationsapparat. In: Beiträge zur experimentellen Pathologie. 1846–1847.
- Ueber periodische Thätigkeits-Aeusserungen des vasomotorischen und Hemmungs-Nervencentrum. In: Centralblatt für die Medicinischen Wissenschaften. Band 3, Berlin 1865, S. 881–885.
- Die Symptome der Krankheiten des Respirations und Circulations-Apparats. Vorlesungen gehalten an der Friedrich-Wilhelm-Universität zu Berlin. Hirschwald, Berlin 1867.
- Gesammelte Beiträge zur Pathologie und Physiologie. 3 Bände. Hirschwald, Berlin 1871–1878.
- Ein Fall von Pulsus bigeminus nebst Bemerkungen über die Leberschwellungen bei Klappenfehlern und über acute Leberatrophie. In: Berliner Klinische Wochenschrift. Band 9, 1872, S. 185–188 und 221–224.